# Sonata per violino e pianoforte n. 3 (Brahms)
La Sonata n.3 per violino e pianoforte, in re minore, opus 108, di Johannes Brahms è un'opera di Musica da camera, composta tra il 1886 ed il 1888. Dedicata al direttore d'orchestra ed amico Hans von Bülow, venne eseguita per la prima volta al Teatro dell'Opera di Budapest da Jenő Hubay al violino e Brahms stesso al piano, il 21 dicembre 1888.

## Struttura
A differenza delle altre due sonate per violino e pianoforte di Brahms, il brano si compone di quattro movimenti:
1. Allegro ( 2/2)
2. Adagio (in re maggiore, in 3/8)
3. Un poco presto e con sentimento (in fa diesis minore, in 2/4)
4. Presto agitato (in re minore, in 6/8)

La durata del brano è di circa ventidue minuti.